# منطقه ۱۱ شهرداری تهران
منطقه ۱۱ شهرداری تهران یکی از مناطق مرکزی شهری تهران است. دارای بافتی قدیمی که ۱۲/۰۳ کیلومتر مربع مساحت دارد. منطقه یازده با پنج منطقه شهرداری تهران، از شمال با منطقه شش، از غرب با منطقه ده، از شرق با منطقه دوازده و از جنوب با منطقه شانزده، از ناحیه جنوب غربی با منطقه هفده همسایه است.بیشترین مرز مشترک را با منطقه دوازده دارد. منطقه یازده شهرداری تهران از شمال به میدان انقلاب و خیابان آزادی، از شرق به خیابان‌های وحدت اسلامی و حافظ، از جنوب به میدان راه‌آهن و خیابان شوش و از غرب به خیابان‌های  نواب صفوی و شهید ابراهیمی (عباسی) و میدان نه دی (حق‌شناس) محدود می‌شود. این منطقه با مساحت ۱۱٫۷۵ کیلومتر مربع دارای ۴ ناحیه و۱۷ محله است. شبکه معابر آن شامل ۴۵٫۲ کیلومتر معابر شریانی و ۲۲٫۸ کیلومتر پخش‌کننده محلی می‌شود. از ویژگی‌های منطقه یازده وجود مراکز مهم سیاسی و نظامی مانند بیت رهبری، نهاد ریاست جمهوری، شورای نگهبان، شورای عالی امنیت ملی، سازمان بازرسی کل کشور است. منطقه یازده از نظر تاریخی یکی از مناطق مهم میراث فرهنگی به‌شمار می‌آید که از جمله به دروازه قزوین، باغ شاه، خیابان شیخ هادی و خیابان منیریه می‌توان اشاره کرد. منطقه یازده یکی از پرترددترین مناطق تهران است. بر اساس گزارش شهرداری منطقه روزانه دو میلیون مسافر در سطح منطقه تردد می‌کنند که اغلب جهت رسیدن به سایر مناطق شهری یا انجام امور اداری خود از معابر این منطقه استفاده می‌کنند.در منطقه یازده امکان تاریخی ثبت ملی شده و خانه موزه‌های متعددی وجود دارد. از جمله آن‌ها می‌توان اشاره کرد به خانه انیس‌الدوله، کلیسای مریم مقدس، خانه مینایی، خانه عدل، میدان حسن‌آباد، کلیسای شرق آشوری، انجمن آثار و مفاخر فرهنگی، موزه مقدم، عمارت تیمورتاش، کوچه لولاگر، موزه علوم و فناوری ایران، موزه ملی قرآن،صبا مال 
موزه بانک ملی ایران، کتابخانه موزه ملی ملک، موزه ارتباطات، موزه رضا عباسی، موزه آبگینه و سفال

## تاریخچه
منطقه یازده شهرداری تهران از بخش‌های مرکزی کلان‌شهر تهران است. سابقه شکل‌گیری بافت‌های مسکونی به دوره قاجار (۱۲۸۰ قمری) بازمی‌گردد. رونق، توسعه و شکل‌گیری ساختارهای اصلی منطقه مربوط به دوران پهلوی اول در فاصله سال‌های ۱۳۰۴ تا۱۳۲۰ است. در این دوره زمانی به تدریج در محدوده منطقه یازده یا همجوار با آن مراکزی نظیر راه‌آهن، دانشگاه، پادگان، بیمارستان و پارک شهر احداث شده‌است. به طورکلی تا سال ۱۳۴۲ بخش‌های مهمی از منطقه ۱۱ از مناطق مرفه‌نشین و پررونق تهران محسوب می‌شد.اما همزمان به لحاظ موقعیت مرکزی منطقه فعالیت‌های کارگاهی و بازارهای تخصصی در بخش‌های شمالی منطقه رونق یافت. منطقه یازده از نظر تاریخی یکی از مناطق مهم میراث فرهنگی به‌شمار می‌آید که از جمله می‌توان به دروازه قزوین، باغ شاه، خیابان شیخ هادی و خیابان منیریه اشاره کرد. محله جمشید در دوره پهلوی بخشی از بافت این منطقه بود که بنا بر گزارش‌هایی میزان آسیب اجتماعی در آن بالا بود و روسپی‌گری در این منطقه رواج بالایی داشت.

## اطلاعات عمومی
محدوده
منطقه یازده شهرداری تهران از شمال به میدان انقلاب و خیابان آزادی، از شرق به خیابان‌های وحدت اسلامی و حافظ، از جنوب به میدان راه‌آهن و خیابان شوش و از غرب به خیابان‌های  نواب صفوی و شهید ابراهیمی (عباسی) و میدان حق‌شناسمحدود می‌شود.
جمعیت و مساحت
این منطقه با مساحت ۱۱٫۷۵ کیلومتر مربع دارای ۴ ناحیه و۱۷ محله است. همچنین در گزارش مرکز آما ایران عنوان شده‌است؛ جمعیت این منطقه براساس سرشماری سال ۱۳۹۰ ایران، ۲۸۸٬۸۸۴ نفر (۹۸٬۵۵۶ خانوار) شامل ۱۴۲٬۸۷۷ مرد و ۱۴۶٬۰۰۷ زن است.
ویِژگی
منطقه یازده شهرداری تهران محل استقرار مراکز سیاسی و نظامی و علمی متعدد و مهم است. از آن جمله ساختمان‌های مراکزی نظیر بیت رهبری، نهاد ریاست جمهوری، شورای نگهبان، شورای عالی امنیت ملی و همچنین سفارت‌خانه کشورهای ایتالیا، فرانسه، واتیکان، ارمنستان در این منطقه قرار دارد. وجود ایستگاه راه‌آهن تهران و نیز بازار بزرگ کتاب ایران مراکز یاد شده سبب شده منطقه یازده منطقه پرتردد شهری تهران باشد. بر اساس گزارش شهرداری منطقه روزانه دو میلیون مسافر در سطح منطقه تردد می‌کنند که اغلب جهت رسیدن به سایر مناطق شهری یا انجام امور اداری خود از معابر این منطقه استفاده می‌کنند.
وضعیت مشاغل
این منطقه دارای طبقه‌بندی مشخص می‌باشد به طوری که خیابان ولیعصر بورس لوازم ورزشی، خیابان حافظ بورس مبل و صندلی، خیابان جمهوری تولیدی‌ها و بورس لوازم صوتی و تصویری، خیابان انقلاب روبروی دانشگاه تهران بورس کتابفروشی‌ها و خیابان هلال احمر و میدان گمرک مخصوص فروش خودرو علی‌الخصوص موتور سیکلت می‌باشد. ضمناً صنف‌های دیگری مانند صافکاری، گاراژ، آهنگری و… درمنطقه وجود دارد. بیشتر آن‌ها در خیابان‌های قزوین و غفاری مستقر هستند.

## محله‌ها
منطقه یازده دارای ۴ ناحیه و۱۷ محله است.
- منیریه
- امیریه
- انبار نفت
- انقلاب - فلسطین
- جمهوری
- حر
- حشمت‌الدوله - جمال‌زاده
- راه‌آهن
- سلامت
- شیخ هادی
- عباسی
- امیر بهادر ( محله)
- قلمستان
- مخصوص
- هلال‌احمر
- آگاهی
- اسکندری

## مراکز مهم
در این منطقه مراکز علمی، سیاسی، نظامی، تاریخی و درمانی متعددی وجود دارد که در ادامه به برخی از آن‌ها اشاره می‌شود.
مراکز علمی
- دانشگاه تربیت معلم
- جهاد دانشگاهی
- دانشگاه جنگ
- دانشکده افسری ارتش
- پژوهشکده هنر

مراکز درمانی
- بیمارستان روزبه
- بیمارستان فارابی

مراکز صنعتی
در این منطقه علاوه بر کارگاه‌های متعدد در زمینه وسائل موتوری کارخانه دخانیات نیز قرار دارد.
مراکز فرهنگی و تفریحی
- مجموعه تئاتر شهر
- تالار رودکی
- پردیس سینمایی رازی
- سینما پارس
- سینما مرکزی
- بوستان رازی
- بوستان دانشجو

اماکن تاریخی و موزه‌ها
در منطقه یازده امکان تاریخی ثبت ملی شده و خانه موزه‌های متعددی وجود دارد.
- خانه انیس‌الدوله
- کلیسای مریم مقدس
- خانه مینایی
- خانه عدل
- میدان حسن‌آباد
- کلیسای شرق آشوری
- انجمن آثار و مفاخر فرهنگی
- موزه مقدم
- عمارت تیمورتاش
- کوچه لولاگر
- موزه علوم و فناوری ایران
- موره ملی قرآن
- موزه بانک ملی ایران
- کتابخانه موزه ملی ملک
- موزه ارتباطات
- موزه رضا عباسی
- موزه آبگینه و سفال
- موزه نقشه تهران
- موزه ثبت احوال
- مسجد مشیرالدوله
- مدرسه مشیرالدوله
- خانه بهزاد

## حمل و نقل عمومی
منطقه یازده در محدوده مرکز تهران واقع شده‌است و دسترسی خوبی به شبکه حمل و نقل عمومی اعم از مترو و اتوبوس تندرو دارد. از محورهای اصلی منطقه می‌توان اشاره کرد به خیابان‌های حافظ، وحدت اسلامی، کارگر، ولیعصر، امام خمینی، جمهوری، منیریه، ابوسعید، قزوین، هلال احمر، مولوی و خیابان پاستور است.
اتوبوس تندرو
شمار قابل توجهی از ایستگاه‌های خط ۱ اتوبوس تندرو (چهارراه تهرانپارس - میدان آزادی) ، خط ۲ اتوبوس های تندرو (پایانه خاوران - میدان آزادی) ، خط ۴ اتوبوس تندرو (پایانه جنوب - پایانه شهید افشار) و خط ۷ اتوبوس تندرو (میدان راه‌آهن - میدان تجریش) در این منطقه قرار دارد.
مترو
همچنین شهروندان این منطقه از طریق ایستگاه‌هایی از خط مترو دو، سه و چهار و هفت  به شبکه مترو تهران دسترسی دارند.
- ایستگاه متروی شهید نواب صفوی
- ایستگاه متروی رودکی
- ایستگاه متروی تئاتر شهر
- ایستگاه متروی جوادیه
- ایستگاه متروی حسن‌آباد
- ایستگاه متروی دانشگاه امام علی
- ایسستگاه متروی راه‌آهن
- ایستگاه متروی منیریه
- ایستگاه متروی میدان حر
- ایستگاه متروی هلال احمر

▪︎ایستگاه مترو مهدیه